# جوليا بيس ميتشيل
جوليا بيس ميتشيل (بالإنجليزية: Julia Pace Mitchell)‏ هي ممثلة أمريكية، ولدت في 14 سبتمبر 1985 في بروكلين في الولايات المتحدة.

## وصلات خارجية
- الموقع الرسمي
- جوليا بيس ميتشيل على موقع IMDb (الإنجليزية)
- جوليا بيس ميتشيل على موقع قاعدة بيانات الفيلم (الإنجليزية)